# ミシャル・タタール人
ミシャル・タタール人（ミシャル・タタールじん、タタール語: мишәрләр、ロシア語: мишари、英語: Mishar Tatars）とは、ロシア連邦ヴォルガ地方およびウラル地方周辺に居住するヴォルガ・タタール人の一派である。

## 概要
ミシャル・タタール人は、ヴォルガ・タタール人の一派である。ウラル・タタール人とも呼ばれる。キプチャク語群に属するタタール語の古代タタール語に最も近いとされる方言であるミシャル方言（西部タタール語）を話す。。テプテル・タタール人などさらに細かいサブグループが存在する。